# Репрессалии
Репрессалии (старолат. repressaliae, от лат. reprehendere — сдерживать, останавливать) — в международном праве правомерные принудительные меры политического и экономического характера, которые применяются одним государством в ответ на неправомерные действия другого государства. На сегодняшний день термин репрессалии устарел и подобные действия именуются контрмеры или санкции.

## История репрессалий

### Зарождение
В практике международного права, регулировавшего отношения древних государств, имело место применение различных мер принудительного характера без использования силы как способа реализации ответственности.
Преимущественно это были меры экономического давления со стороны пострадавшего государства, что выражалось в форме прекращения торговых отношений или запрет на торговлю.
Первый зафиксированный и дошедший до нас пример использования экономического давления имел место в Древней Греции. В 423 году до нашей эры Афины, которые доминировали в Элладе, запретили купцам из Мегар посещать свои порты и рынки (т. н. мегарская псефизма), что послужило одной из причин начала Пелопоннесской войны. В работах Полибия можно найти сведения о том, что в результате конфликта между ахейцами и беотийцами, Филопемен, глава Ахейского союза, предоставил право взыскивать беотийское имущество. Это привело к вооружённому конфликту, не только между гражданами, но и между целыми народами.

### Раннеесредневековье
В период VI—XII веков невоенные принудительные меры получают название репрессалии. Они очень чётко отражали всю суть международных отношений этого периода времени и, как следствие, имели частно-правовой характер. Их суть заключалась в том, что лицо, которое понесло любой ущерб от действия иностранца, имеет право самостоятельного захвата имущества или его эквивалента от этого иностранца или от его соотечественников, что разрешалось государственной властью потерпевшего лица, после того как не было получено удовлетворение от государства правонарушителя.
Существование на территории средневековой Европы большого количества независимых городов-государств и развитие торговли между ними привели к необходимости нормативного закрепления практики применения репрессалий. Уставы городов и двусторонние договоры содержали в себе положение, которое предусматривало, что в случае отказа иностранца выполнить свой долг, который вытекает из правоотношений ответственности, кредитор должен подавать иск в компетентный суд этого иностранца, и в случае отказа ему в удовлетворении иска может обращаться к своей власти с целью получения специального разрешения на захват, в пределах территории государства, которое предоставила это разрешение, лица/лиц или товаров граждан государства нарушителя. Выдача таких разрешений рассматривалась как атрибут государственного суверенитета. 
Название этого разрешения не имело чёткой закреплённой формы, но среди выданных в течение нескольких столетий можно выделить более употребляемые наименования. Так, в XII—XIV веках они носили название «litterae repressaliarum», «cartae repressaliarum», «marca», «pignorationes». Чуть позже в XIV—XVI появляются такие названия как «ius marchium» и «lettre de marque»). Акты «lettres de marque» и «lettres de represailles» одинаково употреблялись один вместо другого для обозначения как патента на репрессалии, так и патента на каперство во время морской войны.
В условиях рецепции римского права, с помощью легистов, принцип частной войны и, главное, принцип солидарной ответственности, который не был присущ римскому праву, начинают постепенно терять популярность и впоследствии даже запрещаются. В этот период международная практика постепенно обращалась к замене репрессалий другими принудительными средствами схожего действия, которые применялись уже непосредственно верховной властью в интересах своих пострадавших подданных. Примером подобных действий могло быть наложение определённых принудительных сборов на всех купцов или на все товары, происходящие из государства, гражданином которого является виновное лицо.

### Классический период
В конце XVII века репрессалии приобретают государственный характер, и с этого времени право на их применение «принадлежит только государству и в отношении государства, а не частных лиц». Рихтер считал, что передача права на применение репрессалий от частных лиц к государству является «следствием взгляда на войну как вооружённое столкновение государств, а не частных лиц».
Постепенная передача права на применение репрессалий от частных лиц к государству вызвала возникновение новых форм невоенных принудительных мер, которые начали пониматься как разновидности репрессалий (эмбарго, андролепсия).
К середине XIX века под репрессалями понимали «все принудительные меры, которые правительство применяет против другого государства, его подданных и их имущества, с целью побудить его признать спорное право или получить от него должное удовлетворение, или, в крайнем случае, собственноручно осуществить свои притязания».
Идея о механизме принуждения с развитием науки международного права всё чаще встречается в работах многих учёных. Среди российских учёных более всего разработан этот вопрос в трудах профессора Л. А. Комаровского. Интересной с научной точки зрения представляется его позиция, по которой «международное принуждение может быть организовано <…> так, чтобы принудительная функция выполнялась ― с разрешения всех членов международной организации ― той из великих держав, которая пожелает выступить в этой роли».

## Репрессалии на войне
Репрессалии на войне рассматривались как средство наказания противника, нарушающего законы и обычаи войны. Они отличались особенной суровостью, иногда даже жестокостью, и обрушивались зачастую на совершенно невинных лиц.
История войн, особенно Второй мировой войны, свидетельствует, что репрессалии такого рода не только бесчеловечны, но и безрезультатны. Ни массовые расстрелы, ни расправы, подобные той, которая произошла в Орадуре, не поколебали воли жителей оккупированных нацистской Германией стран к сопротивлению. Ковровые бомбардировки германских городов (которые могли рассматриваться как ответ на аналогичные германские бомбардировки) также не смогли сломить волю противника к сопротивлению — нацистская Германия капитулировала лишь тогда, когда всякое сопротивление стало практически бессмысленным. 
Современным международным гуманитарным правом запрещены репрессалии, направленные против любых гражданских лиц и объектов (пользующихся защитой Женевских конвенций и Дополнительных протоколов к ним), в том числе раненых, больных и лиц, потерпевших кораблекрушение, медицинского и духовного персонала, гражданского населения и лиц, гражданских объектов, культурных ценностей, объектов, необходимых для выживания гражданского населения, природной среды, установок и сооружений, содержащих опасные силы, зданий и оборудования гражданской защиты.